# Rakove, Teceu
Rakove (în ucraineană Ракове) este un sat în comuna Vilhivți-Lazî din raionul Teceu, regiunea Transcarpatia, Ucraina.

## Demografie
Componența lingvistică a localității Rakove
     Ucraineană (99,07%)
     Alte limbi (0,93%)
Conform recensământului din 2001, majoritatea populației localității Rakove era vorbitoare de ucraineană (99,07%), existând în minoritate și vorbitori de alte limbi.